# Hunt Lowry
Hunt Lowry (nacido en Oklahoma) es un productor de cine y televisión estadounidense.

## Carrera
Lowry inició su carrera como productor en la década de 1980. Ofició como presidente y director ejecutivo de Roserock Films, un estudio de producción asociado con Warner Bros. Hermano del director y productor estadounidense Dick Lowry, ha registrado créditos de producción en filmes como Airplane!, Top Secret!, Career Opportunities, The Last of the Mohicans y Donnie Darko, entre otros. Más recientemente produjo la película de acción Eraser: Reborn (2022).
Es miembro del Sindicato de Directores de Estados Unidos y de la Academia de Artes y Ciencias Cinematográficas.

## Créditos de producción
- Humanoids from the Deep, (1980, coproductor)
- Airplane!, (1980, associate)
- Rascals and Robbers: The Secret Adventures of Tom Sawyer and Huckleberry Finn, (1982, ejecutivo)
- Get Crazy, (1983)
- Top Secret!, (1984)
- His Mistress, (1984)
- Surviving, (1985)
- Wild Horses, (1985)
- Dream West, (1986)
- Baja Oklahoma, (1988, ejecutivo)
- Wildfire, (1988, ejecutivo)
- Revenge, (1990)
- Career Opportunities, (1991)
- Only the Lonely, (1991)
- The Last of the Mohicans, (1992)
- Striking Distance, (1993)
- My Life, (1993)
- First Knight, (1995)
- A Time to Kill, (1996)
- Rock City Limits, (1998)
- Disney's The Kid, (2000)
- L.A. Models, (2000)
- Donnie Darko, (2001, ejecutivo)
- Hounded, (2001, ejecutivo)
- A Walk to Remember, (2002)
- Welcome to Collinwood, (2002, ejecutivo)
- Divine Secrets of the Ya-Ya Sisterhood, (2002)
- White Oleander, (2002)
- Cypher, (2002)
- Blue Collar Comedy Tour: The Movie, (2003)
- What a Girl Wants, (2003)
- Grind, (2003)
- A Cinderella Story, (2004)
- Duma, (2005)
- Thou Shalt Laugh, (2006)
- Thou Shalt Laugh the Deuce, (2007)
- Shorts, (2009)
- Thou Shalt Laugh 3, (2009)
- Thou Shalt Laugh 4, (2010)
- Pure Country 2: The Gift, (2010)
- Flight 7500, (2014)
- Pure Country: Pure Heart, (2017)
- Deep Blue Sea 3, (2020)
- Eraser: Reborn (2022)